# Thomas Beck (football)
Pour les articles homonymes, voir Thomas Beck (homonymie) et Beck.
Thomas Beck est un footballeur liechtensteinois né le 21 février 1981.

## Carrière

### En club
- 1997-1999 : FC Schaan ( Liechtenstein)
- 1999-2000 : FC Vaduz ( Liechtenstein)
- 2000-2001 : Grasshopper Zurich ( Suisse)
- 2001-2003 : FC Vaduz ( Liechtenstein)
- 2003-2005 : FC Chiasso ( Suisse)
- 2005 : SC Kriens ( Suisse)
- 2006 : FC Bad Ragaz ( Suisse)
- 2006-2008 : FC Blau-Weiß Feldkirch ( Autriche)
- 2008-2010 : FC Hard ( Autriche)
- 2010- : FC Balzers ( Liechtenstein)

### En sélection

#### Buts internationaux
| #  | Date             | Lieu                               | Adversaire | Score | Résultat | Compétition             |
| -- | ---------------- | ---------------------------------- | ---------- | ----- | -------- | ----------------------- |
| 1. | 9 octobre 2004   | Rheinpark Stadion, Vaduz (Liecht.) | Portugal   | 2-2   | 2-2      | Éliminatoires CM 2006   |
| 2. | 26 mars 2005     | Rheinpark Stadion, Vaduz (Liecht.) | Russie     | 1-2   | 1-2      | Éliminatoires CM 2006   |
| 3. | 7 septembre 2005 | Rheinpark Stadion, Vaduz (Liecht.) | Luxembourg | 3-0   | 3-0      | Éliminatoires Euro 2008 |
| 4. | 17 octobre 2007  | Rheinpark Stadion, Vaduz (Liecht.) | Islande    | 2-0   | 3-0      | Éliminatoires Euro 2008 |
| 5. | 17 octobre 2007  | Rheinpark Stadion, Vaduz (Liecht.) | Islande    | 3-0   | 3-0      | Éliminatoires Euro 2008 |

### Palmarès
- Vainqueur de la Coupe du Liechtenstein : 2000, 2002, 2003.
- Champion de Suisse : 2001.